# Everybody in the Place
Everybody in the Place is de derde single die Britse band The Prodigy heeft uitgebracht.
In Nederland heeft dit niet tot een notering in de top 40 geleid. In Engeland wist de single net de hoogste positie niet te bereiken, dat wist een re-release van Queens Bohemian Rhapsody te voorkomen.
De originele cd-single was uitgebracht met vijf nummers, dat was tegen de regels van de Britse hitlijst.
Het nummer Rip up the Sound System was daarop verwijderd om zo te voldoen aan het reglement. Het nummer staat overigens nog wel op de 12" vinyl.
De clip van het nummer laat de band zien op hun eerste tour in de Verenigde Staten. Het optreden vond plaats in de straten van New York. Het nummer eindigt met een sample van het Doors-nummer Riders on the Storm.

## Nummers

### 7" vinyl
A. Everybody in the place (Fairground Edit) (3:49)
B. G-Force (Energy Flow) (4:41)

### 12" vinyl
A1. Everybody In The Place (Fairground Remix) (5:08)
A2. Crazy Man (Original Version) (4:01)
B1. G-Force (Energy Flow) (Original Version) (5:18)
B2. Rip Up The Sound System (Original Version) (4:04)

### Cd-single

#### XLS-26CD
1. Everybody in the Place (Fairground Edit) (3:51)
2. G-Force (Energy Flow) (5:18)
3. Crazy Man (4:01)
4. Rip up the Sound System (4:04)
5. Everybody in the Place (Fairground Remix) (5:08)

#### XLS-26CD2
1. Everybody in the Place (Fairground Edit) (3:51)
2. G-Force (Energy Flow) (5:18)
3. Crazy Man (4:01)
4. Everybody in the Place (Fairground remix) (5:08)